# جيمس كليفلاند
جيمس كليفلاند (بالإنجليزية: James Cleveland)‏ هو لاعب كرة قدم أمريكية أمريكي، ولد في 7 مارس 1988 في باي تاون في الولايات المتحدة.

## وصلات خارجية
- جيمس كليفلاند على موقع مرجع كرة القدم المحترفة.كوم (الإنجليزية)